# Sargocentron hormion
Sargocentron hormion är en fiskart som beskrevs av Randall, 1998. Sargocentron hormion ingår i släktet Sargocentron och familjen Holocentridae. Inga underarter finns listade i Catalogue of Life.